# Eloisa Cianni
Eloisa Cianni, pseudonimo di Aloisa Stukin (Roma, 21 giugno 1932 – Morlupo, 27 maggio 2022), è stata un'attrice e modella italiana eletta Miss Italia 1952 e Miss Europa 1953.

## Biografia
Stukin era il cognome del padre adottivo polacco, che aveva sposato la madre Ida Della Fornace. Dopo essere stata eletta Miss Italia nel 1952 a Merano, e Miss Europa nel 1953 a Istanbul in Turchia, ottenne una parte di secondo piano nel film Villa Borghese diretto da Gianni Franciolini, imponendosi per la sua bellezza.
Per poter partecipare a Miss Italia dovette cambiare il cognome Stukin in Cianni e italianizzare il nome Aloisa in Eloisa perché allora non erano ammesse Miss con nomi e cognomi stranieri.
Legata da amicizia con lo stilista Vincenzo Ferdinandi, posò per lui in passerella e in servizi fotografici.
Nei dieci anni successivi ha continuato a lavorare nel cinema, collezionando apparizioni in film di scarso rilievo in cui solitamente interpretava se stessa, fino a rinunciare definitivamente alla carriera cinematografica quando non aveva ancora trent'anni.

## Filmografia
- Villa Borghese, regia di Gianni Franciolini (1953)
- Peppino e la vecchia signora, regia di Piero Ballerini (1954)
- Racconti romani, regia di Gianni Franciolini (1955)
- Il segno di Venere, regia di Dino Risi (1955)
- La porta dei sogni, regia di Angelo D'Alessandro (1955)
- Processo all'amore, regia di Enzo Liberti (1955)
- Sangue di zingara, regia di Maria Basaglia (1956)
- Accadde di notte, regia di Gian Paolo Callegari (1956)
- Ho amato una diva, regia di Luigi De Marchi (1957)
- Amore a prima vista, regia di Franco Rossi (1958)
- Adorabili e bugiarde, regia di Nunzio Malasomma (1958)
- Amore e guai..., regia di Angelo Dorigo (1958)
- Sergente d'ispezione, regia di Roberto Savarese (1958)
- Il pirata dello sparviero nero, regia di Sergio Grieco (1958)
- Le magnifiche 7, regia di Marino Girolami (1961)

## Doppiatrici
- Flaminia Jandolo in Villa Borghese, Amore e guai...
- Rina Morelli in Adorabili e bugiarde